# Asami Kimura
Asami Kimura (木村麻美, Kimura Asami, née le 17 juillet 1984 à Tomakomai, Hokkaidō, Japon), plus connue sous son nom de scène Asami (あさみ), est une ex-chanteuse et idole japonaise du Hello! Project.
Elle débute en 2000 en rejoignant Rinne au sein du groupe de J-pop du H!P Country Musume, dont elle deviendra le leader au départ de Rinne en 2002. Elle participe également à plusieurs groupes Shuffle Units provisoires. Elle joue aussi avec l'équipe de futsal Gatas Brilhantes H.P. dès sa création en 2003. Elle quitte le Hello! Project en janvier 2007, avec sa collègue Miuna Saito, signant la fin officieuse des Country Musume dont seule demeure alors Mai Satoda. Elle déclare souhaiter désormais s'occuper d'animaux, et cesse ses activités artistiques.

## Participations
Groupe
- Country Musume (2000-2007)

Shuffle Units
- 2001: 7-nin Matsuri
- 2002: Happy♥7
- 2003: 11 WATER
- 2004: H.P. All Stars

Futsal
- Gatas Brilhantes H.P. (2003-2007)
- Mix Gatas (2006)

## Liens
- (ja) Blog officiel